# Gonanticlea kinabalensis
Gonanticlea kinabalensis är en fjärilsart som beskrevs av Louis Beethoven Prout 1939. Gonanticlea kinabalensis ingår i släktet Gonanticlea och familjen mätare. Inga underarter finns listade i Catalogue of Life.